# Kimberley (Noord-Kaap)
Kimberley is een stad in Zuid-Afrika, en de hoofdstad van de provincie Noord-Kaap. De stad ligt in de gemeente Sol Plaatje en telt ongeveer 100.000 inwoners, waarvan 55% Afrikaans en 19% Tswana spreekt.

## Geschiedenis
In 1866 vond Erasmus Jacobs bij de Oranjerivier, op de plaas De Kalk, bij Hoopstad een wit steentje. Het bleek om een diamant van 21,25 karaat te gaan, die de geschiedenis zou ingaan als de Eurekadiamant. Later werd een nog grotere 83,50 karaats diamant gevonden, bekend als de Ster van Zuid-Afrika, bij de heuvel Colesberg Kopje. Dit was het startsein voor de zogenaamde New Rush. Mijnwerkers stroomden met duizenden toe en stichtten hier republiek West-Griekwaland, ook bekend als Republiek Klipdrift of de Graversrepubliek. Het gebied werd geclaimd door de Griekwa, de Britse Kaapkolonie, de Oranje Vrijstaat en de Zuid-Afrikaansche Republiek (Transvaal). Gouverneur Keate van de Natalkolonie wees de Griekwakapitein Nicolaas Waterboer aan als rechtmatige eigenaar, die zich onder Britse bescherming stelde waarop West-Griekwaland een Britse kolonie werd.

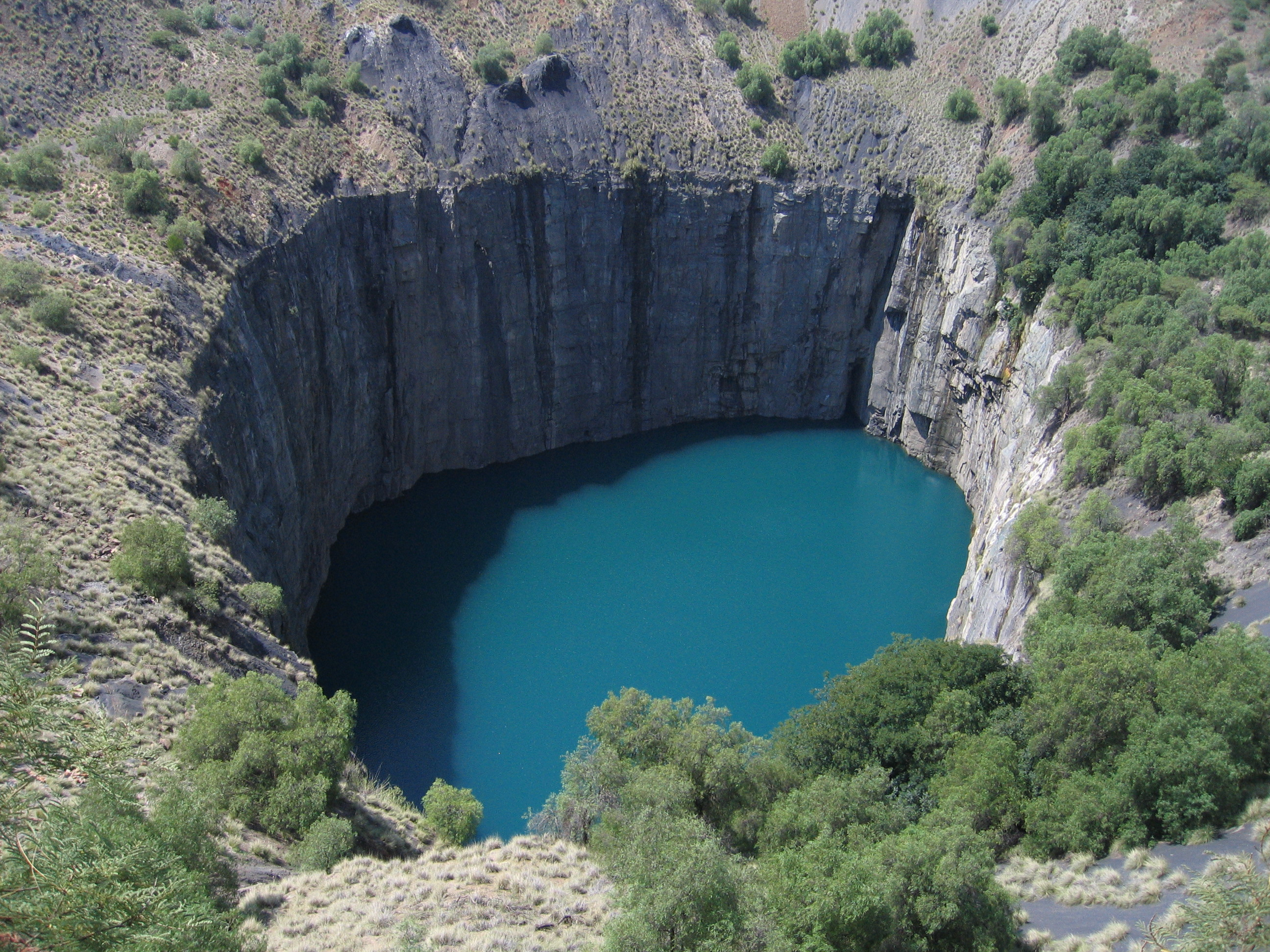
Die Groot Gat

De diamantzoekers begonnen te graven op de heuvel, die na verloop van tijd in een gat veranderde. De mijn is als die Groot Gat (The Big Hole) bekend geworden, en eromheen ontstond een ware stad, New Rush genoemd. In 1873 kreeg de stad de nieuwe naam Kimberley, naar de Britse secretaris voor de Kolonie, de Earl of Kimberley. De jonge Britse gelukzoekers Cecil Rhodes en Barney Barnato verdienden een enorm vermogen in deze tijd, en Rhodes' firma De Beers bezit tegenwoordig nog steeds een wereldmonopolie op de diamantmarkt.
Tijdens de Tweede Boerenoorlog werd Kimberley van 14 oktober 1899 tot 14 januari 1900 belegerd door de Boeren.
In 1902 kwam Ernest Oppenheimer naar Kimberley waarvan hij uiteindelijk burgemeester werd. In 1957 werd hij bij De Beers opgevolgd door zijn zoon Harry Frederick Oppenheimer, die met een vermogen van zes miljard rand de rijkste man van Zuid-Afrika werd. In 2014 is Kimberley een universiteitsstad geworden met de opening van de Sol Plaatje-universiteit, vernoemd naar de zwarte Zuid-Afrikaanse intellectueel Sol Plaatje.

## Subplaatsen
Het nationaal instituut voor de statistiek, Stats SA, deelt sinds de census 2011 deze hoofdplaats in in 55 zogenaamde subplaatsen (sub place), waarvan de grootste zijn:
Beaconsfield • Carters Glen • Colville • Floors Township • Green Point • Homelite • Homestead • Homevale • John Mampe • Kutlwanong • Soul City SP2.

## Religie
In 1911 werd het anglicaans bisdom Kimberley en Kuruman opgericht. De stad is sinds 1951 ook de zetel van een rooms-katholiek bisdom.

## Partnersteden
- Arnhem (Nederland)

## Geboren
- Manie Maritz (1876-1940), generaal
- Bevil Rudd (1894-1948), atleet
- A.H.M. Scholtz (1923-2004), schrijver
- Wim Feldmann (1930-2016), voetballer
- Ingrid Jonker (1933-1965), dichteres en schrijfster
- Jbe' Kruger (1986), golfer
- John-Lee Augustyn (1986), wielrenner